# دن سیمپسون
دن سیمپسون (انگلیسی: Don Simpson؛ ۲۹ اکتبر ۱۹۴۳ – ۱۹ ژانویهٔ ۱۹۹۶) تهیه‌کننده اهل ایالات متحده آمریکا بود. از فیلم‌هایی که وی در آن نقش داشته است، می‌توان به روزهای تندر اشاره کرد.